# Чёрный вторник (2014)
Чёрный вторник (2014) — обвальное падение российского рубля по отношению к доллару США и евро 16 декабря 2014 года. Некоторые эксперты относят этот и предыдущий день к проявлениям финансово-экономического и валютного кризиса в России 2014—2015 годов.
В начале суток Банк России повысил ключевую ставку сразу на 6,5 процентных пунктов — до 17 % годовых. Решение было принято из-за возросших девальвационных и инфляционных рисков. К утру рубль укрепился почти до 61 за доллар после обесценивания 15 декабря, когда поздним вечером курс доллара достигал 66. Вслед за этим на Московской бирже курс доллара резко вырос, в течение дня он достигал 80 рублей, а курс евро — 98 рублей. К концу дня рубль частично укрепился почти до 68, а в четверг полностью отыграл потерянные позиции, уверенно продолжая свой рост. Решение Центрального банка о резком повышении ключевой ставки вызвало как одобрение, так и резкую критику среди политиков и ряда экономистов.
На фоне обвала рубля индекс РТС упал на 10,12 %. При этом капитализация рынка акций России упала ниже третьей по капитализации компании США — Microsoft (ниже 380 миллиардов долларов по состоянию на 4 квартал 2014 года). Впрочем, уже на следующий день индекс восстановил свои позиции, вырос на 18 % и показал положительные результаты.
В России впервые словосочетание «чёрный вторник» было употреблено после обвала курса рубля 22 сентября 1992 года, когда за день доллар вырос сразу на 35,5 рубля — c 205,5 рубля до 241 рубля. Однако общеупотребительным словосочетание стало после обвала курса рубля 11 октября 1994 года, когда за день доллар возрос с 3081 до 3926 рублей за доллар.